# Американская православная католическая церковь
Американская православная католическая церковь (Американская православная кафолическая церковь, англ. American Orthodox Catholic Church, или Святая восточная православно-кафолическая и апостольская церковь в Северной Америке, англ. The Holy Eastern Orthodox Catholic and Apostolic Church in North America, а иногда просто Американский православный патриархат, англ. American Orthodox Patriarchate) — независимая православная юрисдикция, основанная в 1924—1927 годах. Была официально создана 2 февраля 1927 года и зарегистрирована в американском штате Массачусетс в 1928 году при содействии митрополита Нью-Йоркского Платона (Рождественского). Первоначально возглавлялась архиепископом Евфимием (Офейшем) до его отстранения от должности и низложения в 1933 году.
Американская православная католическая церковь является первой попыткой автокефальной юрисдикции православных христиан в Северной Америке, хотя первоначально она предназначалась для функционирования в качестве епархии Русской православной греко-католической церкви в Америке (ныне Православная церковь в Америке). Американская православная католическая церковь в своём первоначальном основании и продолжении функционировала как архиепископство до возведения в митрополию, а затем в патриархат; в настоящее время её возглавляет Виктор Прентис.
Цель Американской православной католической церкви состояла в том, чтобы установить новую традицию в Северной Америке, отдельную от любых других конкретных этнических или культурных традиций. Эта юрисдикция действовала в США при первоначальной поддержке Русской православной греко-католической церкви в Америке, пока Офейш не заподозрил автокефалию и юрисдикцию над Русской православной греко-католической церковью в Америке, Антиохийской архиепископией, Греческой православной архиепископией Америки и другими. В 1936 году Украинская православная церковь в Америке отделилась от Американской православной католической церкви и воссоединилась с основной Восточной православной церковью под эгидой Константинопольского патриархата.

## История

### Создание
Епископ Евфимий (Офейш), рукоположённый во епископа в 1917 году и с тех пор окормлявший арабские приходы в рамках русской Северо-Американской митрополии, не владел русским языком и не понимал ни проблем русской эмиграции, ни обоснований, которые выдвигали в свою пользу иерархи Русской зарубежной церкви. Архиепископ Евфимий в таких условиях выступал за самостоятельность Североамериканской епархии. Впоследствии во многом именно из-за архиепископа Евфимия отношения между Сремскими Карловцами и Нью-Йорком стали развиваться крайне неудачно.
2 февраля 1927 года митрополит Платон поручил архиепископу Евфимию учредить новую Церковь — «Святую Восточную Православную Кафолическую и Апостольскую Церковь в Северной Америке». Поводом для учреждения новой Церкви было распространение православия среди населения, не владеющего русским языком. Архиепископу Евфимию поручалось «учредить, организовать, основать, возглавлять, вести, контролировать и поддерживать определённую, независимую и автономную ветвь Правосл[авной] Кафолич[еской] Церкви, которая да будет известна, законно установлена и общепризнанна, как Святая, Восточная, Православная, Кафолическая и Апостольская Церковь в Северной Америке». Митрополит Платон указывал, что данная Церковь «совершенно автономная и независимая в своей организации, конституции, администрации, юрисдикции и авторитете, должна на все времена сохранить своё братское и сыновнее отношение к Православной Церкви России, представленной в России авторитетом Московского и всея России Патриархата, а в Америке — митрополитом Платоном и его канонически учреждённым и признанным преемникам — Архиепископам Американской юрисдикции Патриархата Московского и всея России». Документ подписали митрополит Платон (Рождественский), архиепископ Евфимий (Офейш), епископы Феофил (Пашковский), Амфилохий (Вакульский), Арсений (Чаговец) и Алексий (Пантелеев).
В попытке создания новой Церкви прослеживается желание создать Всеамериканскую православную церковь, которая включала бы в себя православных американцев без различия языка. Движение за установление новой американской, англоязычной традиции приобрело популярность. Однако, как отмечал церковный историк Андрей Кострюков, в ситуации, когда новую Церковь создавали не законные автокефальные Церкви, а всего лишь несколько иерархов с довольно спорным каноническим статусом, поэтому такая попытка не могла быть удачной.

### Обособление
Создание церкви сразу же вызвало оппозицию против неё. На тот момент митрополит Платон фактически вышел из подчинения РПЦЗ. 31 марта 1927 года Архиерейский Синод РПЦЗ принял решение освободить его от управления Североамериканской епархией и запретить священнослужение в её пределах. Основания для этого состояли в том, что митрополит Платон, назначенный привести в порядок дела в Северной Америке, ещё больше запутал их. 1 апреля 1927 года Архиерейский Синод направил пастве в Северной Америке послание, где митрополит Платон обвинялся в непослушании Синоду, в бунте, в развале дел епархии. 8 сентября 1927 года митрополит Платон был окончательно запрещён в священнослужении, богослужения, им совершаемые, признаны безблагодатными, а хиротонии — неканоничными. Архиепископа Евфимия (Офейша) в соответствии с грамотами Патриарха Антиохийского Григория от 25 апреля 1923 года, Патриарха Тихона от 17 января 1922 года, а также постановления Архиерейского Собора РПЦЗ 1923 года было решено считать в ведении Антиохийского Патриарха, которому доложить о сём. При этом указывалось, что Евфимия надо считать епископом, а не архиепископом, так как этот сан он получил незаконно от митрополита Платона, не имевшего права награждать иерархов. Новый «Священный Синод», возглавленный епископом Евфимием, был признан неканоничным. Евфимий решительно ответил, осудив РПЦЗ за их действия, и запретил своему духовенству и верующим иметь с ними какие-либо отношения.
15 мая 1928 года архиепископ Александр (Немоловский) направил в Константинополь доклад об образовании новой структуры, созданной митрополитом Платоном и архиепископом Евфимием. 1 декабря 1928 года Константинопольский Патриарх Василий III в своём послании, опубликованном в греческой печати, написал: «По решению нашего Свят[ейшего] Синода заявляем, что Конституция (организация) упомянутой Церкви есть всецело антиканонична (незаконна). Следовательно, Мать Св[ятая] Церковь отвергает эту новую Русскую Церковь и требует от Вашего Преосвященства абсолютно не входить ни в какие сношения (связи) с нею». Решение Константинопольского патриарха поддержал и Священный Синод Элладской церкви. В послании Синода от 7 марта 1929 года структура, возглавленная архиепископом Евфимием, была названа неканоничной. Митрополит Платон понимал, что автокефалия грозит ему изоляцией со стороны всего православного мира. В результате поднявшегося шума митрополит Платон предпочёл свернуть проект создания Всеамериканской Церкви и завить, что руководит только Русской Церковью в Америке. Подчинённые ему епископы, ранее подписавшие «конституцию» об образовании новой Церкви, теперь, в декабре 1928 года, отозвали свои подписи. Иерархи заявляли, что ни о какой автокефалии не было речи, а об «автокефальной затее» говорили, как о некоей провокации, устроенной сиро-арабами. Фактически вся вина за создание Всеамериканской Церкви была возложена на архиепископа Евфимия. Однако другие начали сомневаться в поддержке Платоном новой церкви в первую очередь из-за публикаций в «Orthodox Catholic Review» (под редакцией иеромонаха Бориса и священника Михаила), которые были адресованы Епископальной церкви США.
В 1929 году Евфимий попытался заручиться поддержкой греческого архиепископа Александра (Димоглу), который был бы первым предстоятелем новообразованной Греческой православной архиепископии Америки. В ответ Александр (Димогулу) заявил, что имеет власть не только над православными греками в Америке, но и над всеми православными христианами в Америке. Евфимий посвятил Димитрия Кассиса, американца греческого происхождения, который таким образом стал клириком Американской православной католической церкви.
Не признавала новую структуру и Антиохийская православная церковь, которая ещё в 1924 году рукоположила митрополита Нью-Йоркского и Северо-Американского Виктора (Або-Ассали). Он призывал православных арабов перейти под юрисдикцию Антиохийского патриархата, а не под юрисдикцию русских или новой Американской Церкви. Несмотря на все его усилия, он не слишком продвинулся в своих начинаниях.
Чтобы противодействовать действиям митрополита Виктора, Евфимий и его группа начали уделять особое внимание установлению правового статуса церкви. В мае 1928 года Софроний (Бешара) был рукоположён во епископа Лос-Анджелесского. На него была возложена ответственность за всю территорию к западу от реки Миссисипи и за приходы, которые всё ещё считали себя находящимися под юрисдикцией Русской православной греко-кафолической церкви в Америке. Однако успех длился недолго. Ожидалось, что с его первыми епископами они достигнут прочного фундамента, но этого не произошло.
В стремлении к единству Православной Церкви в Америке отец Серафим считает, что оппозиция Евфимия новой церкви перешла от сдержанности к оптимизму. Отец Серафим утверждает, что этот сдвиг в эмоциях Евфимия произошёл из-за письма от 4 октября 1929 года, в котором Евфимий заявил, что: «Его Высокопреосвященство, Преосвященнейший Платон (Рождественский), митрополит Херсонский и Одесский, не имеет надлежащего, действительного, законного или эффективного назначения, полномочий или полномочий для управления Североамериканской архиепископией Русской Православной Церкви в любом качестве. В таком случае из отъезда Его Высокопреосвященства Архиепископа Александра (Немоловского) следует, что законное и каноническое правление архиепископией Алеутских островов и Северной Америки в Патриаршей Русской Церкви, естественно, было возложено на первого викария и старшего епископа в этой Юрисдикции», поэтому «титул и должность» Митрополита Северной Америки и Канады «не имеют канонического существования в Русской Церкви». Оно подписано: «Афтимиос, первый викарий и старший епископ архиепископии Алеутских островов и Северной Америки».
Несомненно, Евфимий написал письмо, предполагая, что Платон уже дал ему власть над всеми православными христианами в Северной Америке. Серафим Сарренси продолжает, говоря, что осуждение Евфимием власти Платона едва ли повлияло на российские приходы или их духовенство. Причиной доноса Евфимия было то, что Платон будет продолжать править архиепископией до тех пор, пока не будет послан епископ, чтобы сменить его, хотя Патриарх Тихон своим указом отстранил Платона.
Заявление Евфимия оказало негативное влияние на некоторых членов Американской православной католической церкви. Через две недели после того, как это стало достоянием общественности, епископ Эммануил (Абу-Хатаб) запросил канонический отпуск у Евфимия, который дал его неохотно. Он перешёл к Платону и попытался отвести сирийские приходы от Евфимия и вернуть их под РОГККУ. Несмотря на эти проблемы, Евфимий продолжал искать новые возможности. Он начал переговоры о привлечении епископа Феофана (Ноли) служить епископом в новой американской церкви, юрисдикция которой распространялась бы в таком случае на православных албанцев. Хотя епископ Феофан в конце концов приехал в Соединённые Штаты, это было под эгидой русской Северо-Американской митрополии. Евфимий продолжал свои попытки повысить легитимность своей юрисдикции.
Примерно в октябре 1930 года Евфимий отправил письмо своему духовенству, в котором указал, что им следует держаться подальше от митрополита Захлейского Германа (Шехади), прибывший из Антиохии без разрешения Патриарха Антиохийской православной церкви, чтобы собрать средства с арабских православных приходов и призвать такие приходы перейти под юрисдикцию Антиохии. Находясь в США, Герман принял протоиерея Василия Хербауи под свой омофор. Ранее Хербауи был отстранён Евфимием за нелояльность.
В 1932 году кафедральный собор Евфимия был отнят у него и передан Северо-Американской митрополии по решению суда штата Нью-Йорк. В уставе говорилось, что собором может пользоваться только иерархия, подчиняющаяся власти Русской Церкви. Тем не менее Евфимий посвятил ещё двух епископов: Игнатия Николса, бывшего священнослужителя Епископальной церкви, ставшего старо-католическим епископом, и Иосифа (Жука) во епископа Нью-Джерсийского. Иосиф (Жук) возглавлял полдюжины приходов украинских приходов.

### Распад
Разочарование Евфимия по поводу состояния его юрисдикции считается причиной принятия решения вступить в брак. 29 апреля 1933 года он вопреки православным традициям и каноническому праву женился на православной сирийке, которая была членом сирийского православного прихода в Уилкс-Барре, Пенсильвания. «несмотря на все усилия ответственных сторон, он отказался уйти с поста архиепископа новой Церкви». Два новых епископа церкви, Игнатий и Иосиф, выразили свою поддержку браку Евфимия. В прежних традициях и культурах епископам не разрешалось вступать в брак, но, поскольку новая церковь оказалась отделена от любых других конкретных этнических или культурных традиций, они признали решение Евфимия смелым.
Через три дня после свадьбы Евфимия, Игнатий и Иосиф провели заседание синода. Поскольку они считали, что Евфтимий подал в отставку, в ходе встречи они избрали Иосифа (Жука) новым президентом-архиепископом Американской православной католической церкви, а Игнатий был назначен его преемником. Серафим отмечает, что эти сложности с руководством в конечном итоге подорвали весь авторитет, который, возможно, всё ещё оставался у их церкви. Эндрю Стивен Дамик в значительной степени винит множественные хиротонии Игнатия в качестве ещё одной сложности. К лету 1933 года в Американской православной католической церкви оставалось всего шесть приходов.
Позже Иосиф (Жук) отрицал, что заключал соглашение о том, что Игнатий станет его преемником. Его отрицание не стало значительным, потому что он уже был болен. Иосиф (Жук) умер вскоре после этого, 23 февраля 1934 года. Между тем, Игнатий женился в июне 1933 года и начал налаживать экуменические отношения с представителями обновленческой церкви в Америке, которая противостояла как Северо-Американской митрополии, так и РПЦЗ. В конце концов он порвал отношения с Живой Церковью и вернулся к тому, чтобы быть блуждающим епископом (episcopus vagans). Перед своей смертью Иосиф основал несколько небольших религиозных организаций, многие из которых претендуют на апостольское преемство от него. Он стал первым епископом Украинской православной церкви США и умер как пастор небольшой общинной церкви в Мидл-Спрингс, штат Вермонт.
Единственным епископом, оставшимся в Американской православной католической церкви, был Софроний (Бешара), который затем обратился за помощью к Платону. Он также намеревался связаться с Эммануилом Або-Хатабом, но последний умер 29 мая 1933 года. Несмотря на свои трудности, епископ Софроний принял свою новую должность «президента-местоблюстителя Американского Священного Синода». Он надеялся использовать своё новое положение, чтобы наладить отношения с митрополитом Платоном и рассматриваться как равный ему авторитет в Православной Церкви. К этому моменту Платон был сосредоточен на приезде представителя Московской Патриархии из России, архиепископа Вениамина (Федченкова). Целью архиепископа Вениамина в США было изучение церковного статуса православной Америки.
Из-за отсутствия поддержки новой церкви оставшиеся священники и приходы присоединились к другим властям или стали членами Независимого сакраментального движения; многие церкви в данном движении идентифицировали себя как Американскую православную католическую церковь. Иеромонах Борис и священник Михаил были приняты обратно в подчинение Москвы и Северо-Американской митрополии. Позже, в 1933 году, Софроний официально отстранил и отстранил Евфимия в октябре и сверг Игнатия в ноябре. Софроний по-прежнему отказывался подчиняться Платону или Московскому Патриархату. Американская православная католическая церковь в её первоначальном виде оставалась бездействующей, когда Софроний умер в 1934 году в Лос-Анджелесе. Серафим указывает дату его смерти как 1934 год, но на его надгробии указан 1940 год. Сейчас он похоронен в Антиохийской деревне в Пенсильвании рядом со святым Рафаилом Бруклинским и Эммануилом (Або-Хатабом).

## Наследие и преемники
Несмотря на многочисленные попытки продолжить Американскую Православную Католическую церковь, основным видимым продолжением церкви является юрисдикция, известная как «Святая Восточно-Православная Католическая и Апостольская Церковь в Северной Америке» (The Holy Eastern Orthodox Catholic and Apostolic Church in North America, Inc.). Это продолжение утверждало, что «занимало место местоблюстителя из-за отсутствия духовенства», и вдова Офейша работала в совете директоров корпорации до 1999 года. Зарегистрированная церковь с торговой маркой была признана Секретарём Содружества Массачусетса по причине её дальнейшего существования в 2009 году.
Наиболее плодовитым в части хиротоний оказался епископ Игнатий (Николс). В течение нескольких лет, последовавших после разрыва с «Американской Православной Католической Церковью» Игнатий (Николс) совершил ряд рукоположений. Им, в частности, были «посвящены» «епископы»: Георгий Уинслоу Пламмер (George Winslow Plummer), Ириней (Гарри ван Арсдайл Парселл) (Harry van Arsdale Parsell), Адриан Гровер (Adrian Grover), Маркус Аллен Гровер (Marcus Allen Grover), Александр Тайлер Тернер (Alexander Tyler Turner), Фрэнк Диер (Frank Dyer), Морисон Томас (J. Morrison Thomas), Престон Бредли (Preston Bradley), которые, в свою очередь, также «посвятили» массу подобных себе «епископов». По данным современного исследователя Павла Бочкова, на 2015 год к Игнатию (Николсу), скончавшемуся в 1947 году, возводят своё «апостольское преемство» более сотни американских неканонических иерархов самой разнообразной традиции.
Наиболее заметными продолжателями Американской Православной католической церкви стали Белорусская Православная католическая церковь (ныне American World Patriarchs); Американская православная церковь, основанная в 1972 году епископом Джозефом Фаддеем (он же Алан Сэнфорд); и Американская православная католическую и апостольская церковь, основанная в 1986 году (ранее называлась Русской Православной Церковью в Америке).